# Bromes de Ràdio Yerevan

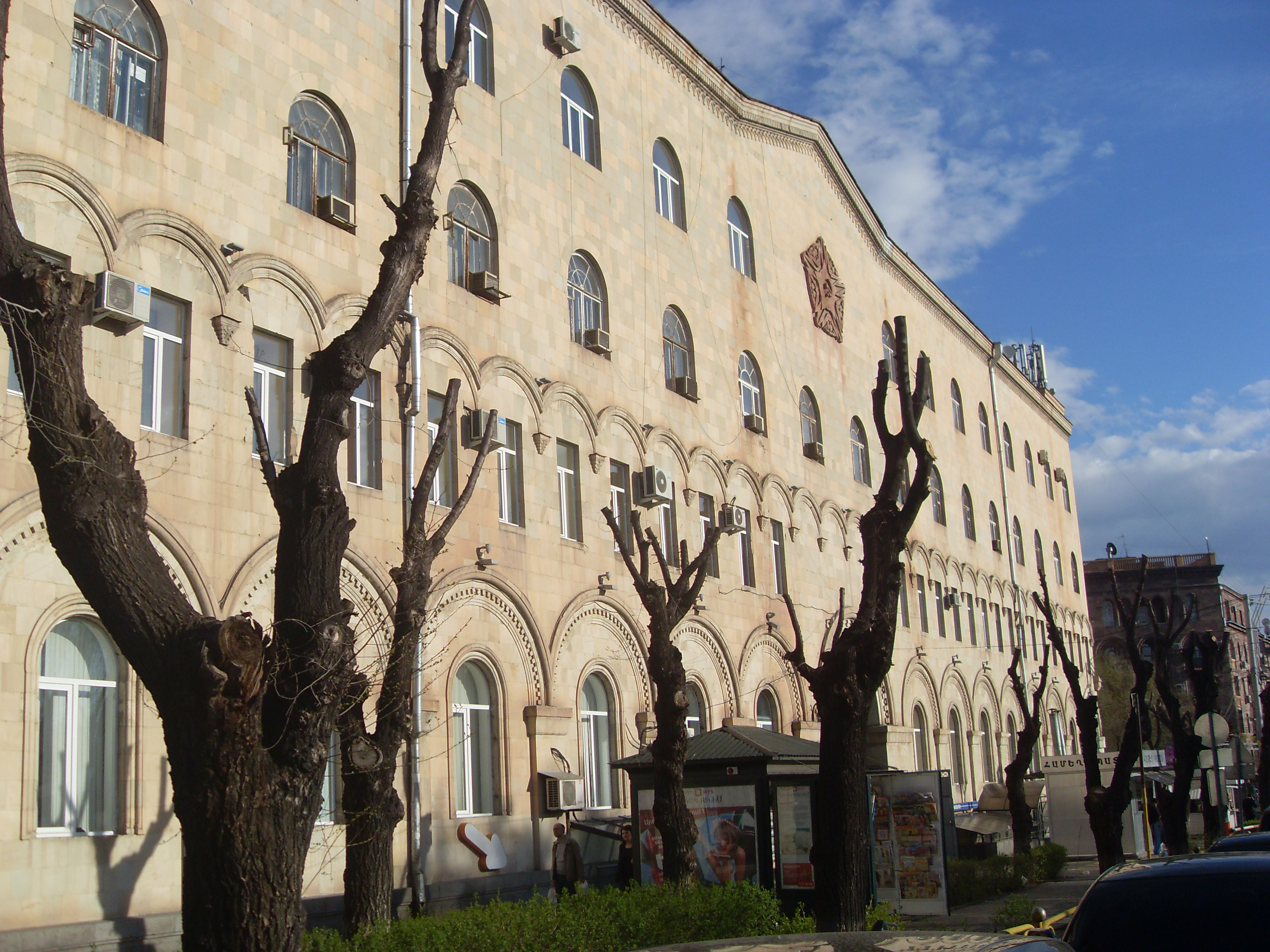
Edifici de la Ràdio Pública d'Armènia a Yerevan

Les Bromes de Ràdio Yerevan, també conegudes com les Bromes de la Ràdio d'Armènia, van ser populars a la Unió Soviètica i a altres països del Bloc de l'Est a partir de la segona meitat del segle xx. Les bromes tenien un format de pregunta-resposta i pretenien ser realitzades per l'audiència a un programa de la Ràdio Pública d'Armènia. El típic format dels acudits era «Un oient va preguntar a Ràdio Yerevan...» i «Ràdio Yerevan va contestar...».
Heus ací alguns exemples de les bromes de Ràdio Yerevan:
- Un oient va preguntar a Ràdio Yerevan: «És saludable dormir amb una finestra oberta?»

Ràdio Yerevan va contestar: «Sí, però amb una dona és molt millor»
- Un oient va preguntar a Ràdio Yerevan: «És cert que el poeta Vladímir Maiakovski es va suïcidar?»

Ràdio Yerevan va contestar: «Sí, és cert, car les seves últimes paraules van ser "No disparin, camarades!"»
- Un oient va preguntar a Ràdio Yerevan: «És cert que una arma nuclear pot destruir la bella ciutat de Yerevan?»

Ràdio Yerevan va contestar: «En principi, és cert. Però Moscou és una ciutat molt més bella»
- Un oient va preguntar a Ràdio Yerevan: «Està tot bé a Armènia pel que fa a la carn?»

Ràdio Yerevan va contestar: «Sí, tot està bé amb la carn, però tot és terriblement dolent si no hi ha carn»
- Un oient va preguntar a Ràdio Yerevan: «Per què van establir un Ministeri de Marina a Armènia, si no tenen sortida al mar?»

Ràdio Yerevan va contestar: «Per a fastiguejar Azerbaidjan. Puix ells van establir un Ministeri de Cultura»
- Un oient va preguntar a Ràdio Yerevan: «Què és l'amistat socialista de les nacions?»

Ràdio Yerevan va contestar: «És quan els armenis, russos, ucraïnesos i la resta dels pobles de l'URSS s'uneixen en una germanor per donar una pallissa als àzeris»